# Schizocosa tenera
Schizocosa tenera este o specie de păianjeni din genul Schizocosa, familia Lycosidae. A fost descrisă pentru prima dată de Karsch, 1879. Conform Catalogue of Life specia Schizocosa tenera nu are subspecii cunoscute.